# 1993 у хокеї з шайбою
Нижче наведені хокейні події 1993 року у всьому світі.

## Головні події
На чемпіонаті світу в Дортмунді та Мюнхені золоті нагороди здобула збірна Росії.
У фіналі кубка Стенлі «Монреаль Канадієнс» переміг «Лос-Анджелес Кінгс».

## Чемпіони
- Альпенліга: «Аллеге» (Італія)
- МХЛ: «Динамо» (Москва)

- Австрія: «Філлах»
- Білорусь: «Тівалі» (Мінськ)
- Болгарія: «Славія» (Софія)
- Велика Британія: «Кардіфф Девілс»
- Данія: «Есб'єрг»
- Італія: «Девілс» (Мілан)
- Нідерланди: «Неймеген Тайгерс»
- Німеччина: «Дюссельдорф»
- Норвегія: «Волеренга» (Осло)
- Польща: «Подгале» (Новий Тарг)
- Румунія: «Стяуа» (Бухарест)
- Сербія: «Црвена Звезда» (Белград)
- Словенія: «Акроні» (Єсеніце)

- Угорщина: «Ференцварош» (Будапешт)
- Україна: «Сокіл» (Київ)
- Фінляндія: ТПС (Турку)
- Франція: «Руан»
- Хорватія: «Загреб»
- Чехословаччина: «Спарта» (Прага)
- Швейцарія: «Клотен Флаєрс»
- Швеція: «Брюнес» (Євле)

## Переможці міжнародних турнірів
- Кубок Європи: «Мальме» (Швеція)
- Турнір газети «Известия»: збірна Росії
- Кубок Шпенглера: «Фер'єстад» (Карлстад, Швеція)
- Кубок Татр: ВСЖ (Кошиці, Чехословаччина)
- Кубок Тампере: збірна США